# Heréd
Heréd je obec v Maďarsku. Leží v okrese Hatvan v župě Heves, asi 6 kilometrů severozápadně od Hatvanu. V obci se potkávají silnice 2111 a 2133, nejbližší železniční stanice je pak v Lőrinci, na trase z Hatvanu do Salgótarjánu. Obec se rozkládá na ploše 13,96 km², v roce 2024 zde žilo 1 757 obyvatel.

## Pamětihodnosti
- památníky první a druhé světové války
- památník stého výročí revoluce v Pešti v roce 1848
- římskokatolický kostel vystavěný v letech 1777–1780